# Os (Innlandet)
Os is een gemeente in de Noorse provincie Innlandet. De gemeente telde 1963 inwoners in januari 2017. Het gemeentebestuur zetelt in het gelijknamige dorp.

## Ligging

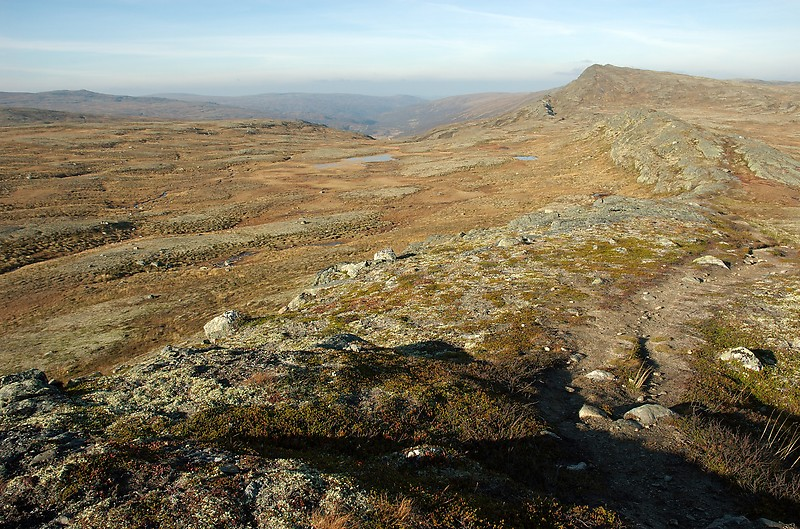
Uitzicht vanaf Forollhogna

Os ligt in het uiterste noorden van de provincie. Het grenst in het noorden aan de gemeenten Midtre Gauldal en Holtålen, in het oosten aan Røros, alle drie in fylke Trøndelag, in het zuiden aan Engerdal en in het westen aan Tolga en Tynset.
Een deel van de gemeente maakt deel uit van het Nationaal park Forollhogna. Ook de berg Forollhogna ligt in Os. De Glomma stroomt door de gemeente.

## Vervoer
De gemeente wordt doorsneden door Rørosbanen, de spoorlijn tussen Hamar en Trondheim. In het hoofddorp is een station waarvandaan om het uur een trein vertrekt in beide richtingen.
De belangrijkste wegverbinding worden gevormd door fylkesvei 30 die Os verbindt met Støren en dan verder naar Trondheim naar het noorden en met Tynset en dan verder naar het zuiden naar de E6.

### Plaatsen in de gemeente
Naast de hoofdplaats Os liggen er nog een aantal dorpen in de gemeente. Dalsbygda ligt ten noordwesten van Os. Narbuvoll ligt in het zuidoosten aan fylkesvei 28. Nog verder naar het zuidoosten ligt Tufsingdal.

## Geboren
- Therese Johaug (25 juni 1988), langlaufster

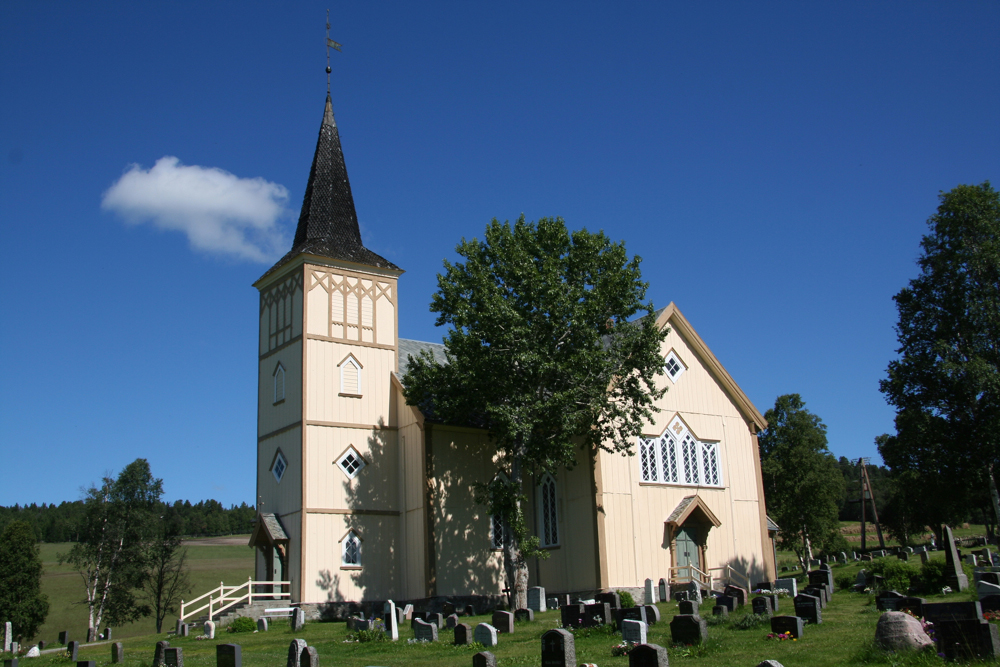
Kerk van Os
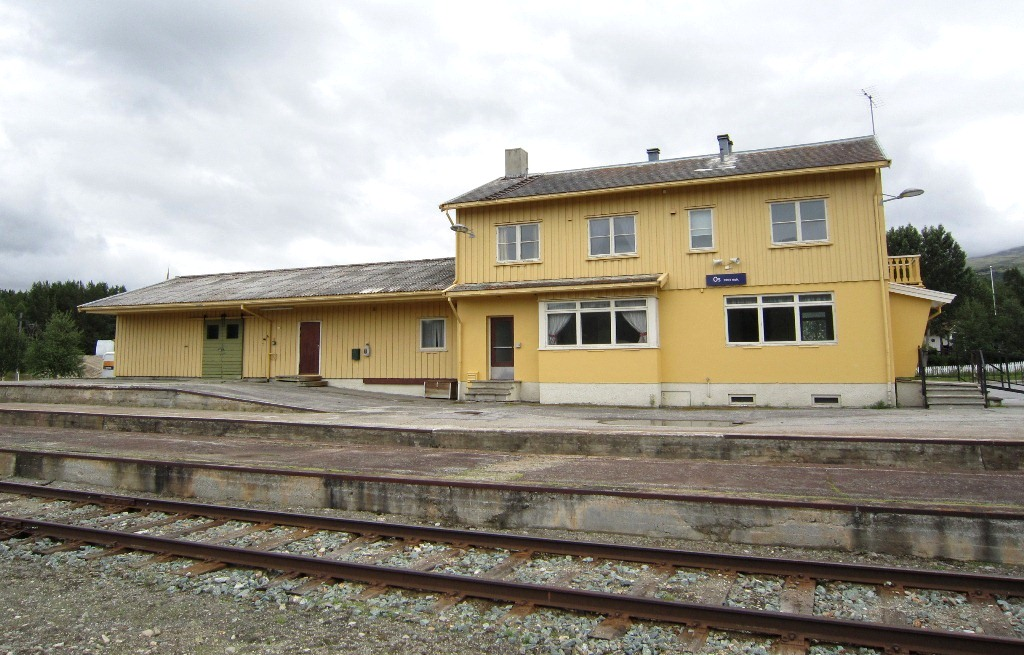
Station Os
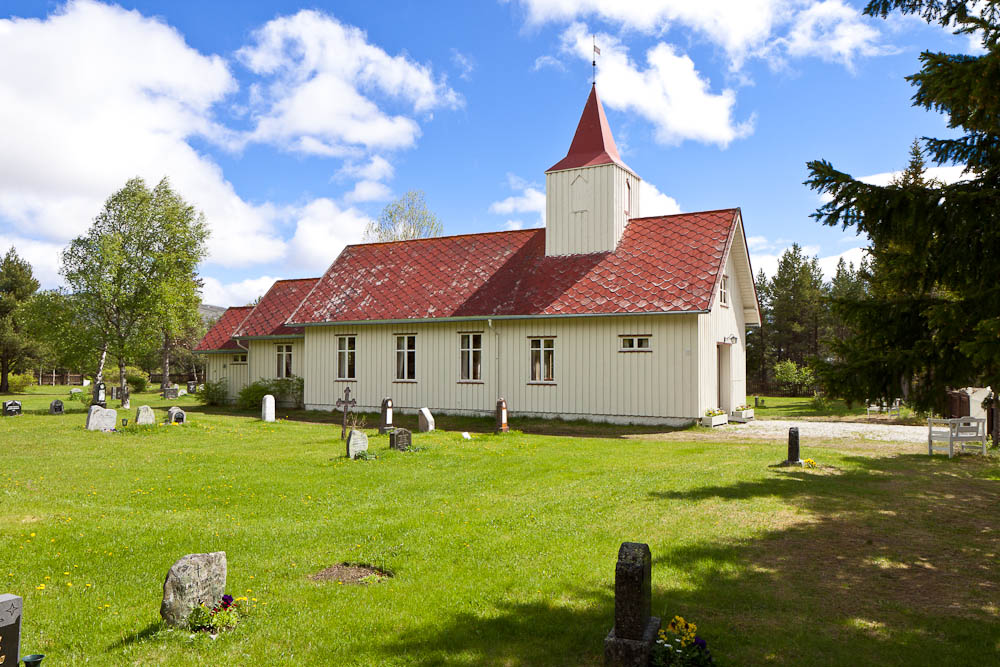
Kerk in Tufsingdal

Alvdal · Dovre · Eidskog · Elverum ·  Engerdal · Etnedal · Folldal · Gausdal · Gjøvik · Gran · Grue ·  Hamar · Kongsvinger · Lesja · Lillehammer · Lom ·  Løten · Nord-Aurdal · Nord-Fron · Nord-Odal · Nordre Land · Os · Østre Toten · Øyer · Øystre Slidre · Rendalen · Ringebu · Ringsaker · Sel · Skjåk · Stange · Stor-Elvdal · Søndre Land · Sør-Aurdal · Sør-Fron · Sør-Odal · Tolga · Trysil · Tynset · Vågå · Våler · Vang · Vestre Slidre · Vestre Toten · Åmot · Åsnes

Fylker van Noorwegen